# Marcelo Subiotto
Marcelo Rodolfo Subiotto (Buenos Aires, 1967) es un actor y dramaturgo argentino. Inició su carrera en el teatro independiente y más tarde empezó a actuar en la televisión y el cine, en películas como La luz incidente (2015), Me casé con un boludo (2016), La larga noche de Francisco Sanctis (2016), Animal (2018) y Puan (2023).

## Primeros años
Subiotto nació en Buenos Aires. Sus abuelos maternos provenían de Croacia, mientras que sus abuelos paternos provenían de Trieste (Italia) y eran de origen croata, cuyo apellido italiano provenía de una migración previa desde Toscana alrededor del año 1700. Pasó gran parte de su juventud en un club de la comunidad yugoslava de su barrio, Villa Real. Su primer interés fue la música, inspirado por el compositor León Gieco. Asistió al club yugoslavo hasta los veinte años de edad; durante ese periodo participó de actividades como el volleyball y la música. Se empezó a interesar por la actuación después de asistir a un curso dictado por un grupo de actores yugoslavos. Continuando con la tradición familiar, se formó como maestro mayor de obras, sin embargo nunca iba a llegar a ejercer ese oficio.
Después de terminar la secundaria, comenzó a estudiar guitarra en el Conservatorio Manuel De Falla. Hacia finales de los años 1980 asistió a la Escuela Municipal de Arte Dramático y realizó cursos de clown, máscaras balinesas, teatro callejero, dirección, puesta en escena y dramaturgia. A principios de los años 1990 descubrió el libro  Hacia un teatro pobre del director polaco Jerzy Grotowski, que lo influenció en gran medida. Más tarde abandonó la Escuela Municipal de Arte Dramático para continuar su formación como actor con Guillermo Angelelli, con quien estudió siete años.

## Carrera
Comenzó a desarrollar su carrera como actor participando en numerosas obras teatrales. Formó un dúo de actuación con Juan Minujín. Tuvo participaciones en las obras Mujeres soñaron caballos, Espía a una mujer que se mata y Los hijos se han dormido bajo la dirección de Daniel Veronese. Con Veronese, Subiotto se alejó de la actuación paródica para pasar a hacer interpretaciones hiperrealistas. A partir de 2008, comenzó a realizar extensas giras mundiales con Veronese. Tras su trabajo en las obras de Veronese se hizo presente en producciones teatrales más populares, como las obras del director Jorge Lavelli Hija del Aire con Blanca Portillo y Rey Lear con Alejandro Urdapilleta.
Después de gestionar el teatro Puerta Roja durante diez años —donde con Adrián Canale realizó algunos proyectos propios como actor, director y dramaturgo—, en 2012 empezó a tener mayor presencia en el cine, destacándose su participación en producciones de cine independiente. Durante los años 2010, su presencia en el cine y la televisión se afianzó, actuando el filmes como La luz incidente (2016), La larga noche de Francisco Sanctis (2016) y Animal (2018). Por su trabajo en La luz incidente, Subiotto ganó el Premio Sur al mejor actor revelación y fue candidato como mejor actor, y estuvo nominado como mejor actor de reparto en los Premios Cóndor de Plata 2017.
Su trayectoria en el cine continuó con el thriller psicológico Bahía Blanca (2021), en un papel de reparto; la cinta de autor Piedra noche (2021), coprotagonizada con Mara Bestelli; y la película de supervivencia La encomienda (2021). Al mismo tiempo, formó parte del reparto de la serie de televisión Terapia alternativa. Al año siguiente continuó trabajando en la televisión, esta vez participando en la producción mexicana Ámsterdam (2022), creada por el argentino Gustavo Taretto.
Su interpretación de un profesor de filosofía en la película de comedia Puan (2023), con Leonardo Sbaraglia, le otorgó notoriedad entre el público general. Su actuación le valió numerosos reconocimientos, entre ellos el Premio Martín Fierro al mejor actor de comedia, el Premio Cóndor de Plata al mejor actor, el Premio Sur al mejor actor y el premio a la mejor interpretación protagonista en el Festival de Cine de San Sebastián. Seguidamente actuó con Mara Bestelli en El mensaje (2025), que narra el viaje de Anika, una niña que puede comunicarse con los animales. La historia, que mezcla realismo mágico y drama, se desarrolla en un mundo distópico, alejado de la hiperconectividad moderna, a través de paisajes rurales argentinos.

## Filmografía

### Cine
| Año  | Título                              | Papel             | Notas                            |
| ---- | ----------------------------------- | ----------------- | -------------------------------- |
| 2006 | Mientras tanto                      | Marcelo           |                                  |
| 2007 | 15 minutos de gloria                |                   |                                  |
| 2007 | El sentido del miedo                | Morales           |                                  |
| 2013 | El crítico                          | Margulis          |                                  |
| 2014 | La piel                             |                   | Cortometraje                     |
| 2015 | La luz incidente                    | Ernesto           |                                  |
| 2016 | Me casé con un boludo               | Moreno            |                                  |
| 2016 | La larga noche de Francisco Sanctis | Perugia           |                                  |
| 2016 | Historias breves 12                 | Jorge             | Segmento: Una mujer en el bosque |
| 2016 | Esteros                             | Esteban           |                                  |
| 2018 | Animal                              | Gabriel Hertz     |                                  |
| 2018 | Familia sumergida                   | Jorge             |                                  |
| 2018 | Hojas verdes de otoño               | Luis              |                                  |
| 2019 | El bosque de los perros             | Carlos            |                                  |
| 2019 | Delfín                              | Totzsa            |                                  |
| 2019 | La afinadora de árboles             | Francisco         |                                  |
| 2019 | La deuda                            | Sergio            |                                  |
| 2019 | Ciegos                              | Marco             |                                  |
| 2020 | Crímenes de familia                 | Dr. Pedro Vieytes |                                  |
| 2021 | Bahía Blanca                        | Vecino            |                                  |
| 2021 | Piedra noche                        | Bruno             |                                  |
| 2021 | La encomienda                       | Abreu             |                                  |
| 2022 | Sublime                             | Profesor          |                                  |
| 2022 | Lunáticos                           |                   |                                  |
| 2022 | Los misterios del mundo             | José de Zer       | Cortometraje                     |
| 2023 | La barbarie                         | Marcos Risalde    |                                  |
| 2023 | El fuego que hemos construido       | Lic. Sivinsky     |                                  |
| 2023 | Puan                                | Marcelo Pena      |                                  |
| 2025 | El mensaje                          | Roger             |                                  |
| 2025 | El banner                           | Rafael            |                                  |
| 2025 | Perros                              | Pernas            |                                  |

### Televisión
| Año        | Título                                        | Papel                | Notas                              |
| ---------- | --------------------------------------------- | -------------------- | ---------------------------------- |
| 2006       | Beinase                                       | Jorge Morales        |                                    |
| 2014       | Doce casas, historia de mujeres devotas       | Ricardo              |                                    |
| 2014       | Las 13 esposas de Wilson Fernández            | «El Persa»           |                                    |
| 2015       | Los siete locos y los lanzallamas             | Bromberg             |                                    |
| 2015       | Bs. As. bajo el cielo de Orión                | Omar                 |                                    |
| 2015       | Signos                                        | Guillermo            |                                    |
| 2015       | Variaciones Walsh                             | Gregorio             | Episodio: «La sombra de un pájaro» |
| 2017       | La fragilidad de los cuerpos                  | Rivero               |                                    |
| 2018       | Encerrados                                    | Francisco            | Episodio: «Rutina»                 |
| 2019, 2023 | El jardín de bronce                           | Juan Pedro Rigonni   |                                    |
| 2021       | Terapia alternativa                           | Luis                 |                                    |
| 2022       | Ámsterdam                                     | López                |                                    |
| 2022       | Robo mundial                                  | Aníbal               |                                    |
| 2023       | División Palermo                              | Julio García Reynoso |                                    |
| 2023       | Martina Chapanay, mujer de cinco mil batallas | José                 |                                    |
| 2025       | El Eternauta                                  | Lucas Herbert        |                                    |
| 2025       | En el barro                                   | Dr. Soriano          |                                    |

### Web
| Año  | Título | Papel             | Plataforma |
| ---- | ------ | ----------------- | ---------- |
| 2021 | Cross  | José Luis / Mirna | UN3        |

### Podcasts
| Año  | Título                | Papel    | Notas       |
| ---- | --------------------- | -------- | ----------- |
| 2022 | Decisiones desparejas | Fernando | 6 episodios |

## Premios y nominaciones
| Premio                                          | Año  | Categoría                         | Título           | Resultado | Ref(s) |
| ----------------------------------------------- | ---- | --------------------------------- | ---------------- | --------- | ------ |
| Premios Martín Fierro                           | 2024 | Mejor actor de comedia            | Puan             | Ganador   | [ 16 ] |
| Premios Cóndor de Plata                         | 2017 | Mejor actor de reparto            | La luz incidente | Candidato | [ 11 ] |
| Premios Cóndor de Plata                         | 2020 | Mejor actor                       | Ciegos           | Candidato | [ 21 ] |
| Premios Cóndor de Plata                         | 2024 | Mejor actor                       | Puan             | Ganador   | [ 17 ] |
| Premio Sur                                      | 2017 | Mejor actor                       | La luz incidente | Candidato | [ 10 ] |
| Premio Sur                                      | 2017 | Mejor actor revelación            | La luz incidente | Ganador   | [ 10 ] |
| Premio Sur                                      | 2024 | Mejor actor                       | Puan             | Ganador   | [ 18 ] |
| Festival Internacional de Cine de San Sebastián | 2023 | Mejor interpretación protagonista | Puan             | Ganador   | [ 19 ] |
| Montecarlo Film Festival                        | 2024 | Mejor actor                       | Puan             | Ganador   | [ 22 ] |
| Premios Platino                                 | 2024 | Mejor interpretación masculina    | Puan             | Ganador   | [ 23 ] |